# Matlockit
Matlockit je vzácný olovnatý minerál z třídy halovců s chemickým vzorcem PbFCl, pojmenovaný po městě Matlock, které leží v anglickém hrabství Derbyshire (v blízkém dole byl minerál poprvé objeven). Podle minerálu samotného se jmenuje celá skupina vzácných minerálů s podobnou strukturou. 

## Popis
Matlockit má chemický vzorec PbFCl a je mírně průsvitný. Má nažloutlou až nazelenalou barvu. Patří mezi minerály čtverečné soustavy. Na Mohsově stupnici tvrdosti dosahuje hodnot 2,5 až 3. Hustotu má 7,1 až 7,2. Teplotu tání má 601 stupňů Celsia.

## Historie
Matlockit byl poprvé objeven na začátku devatenáctého století v dole Bage Mine v Bolehillu blízko Matlocku. Zároveň s ním byly nalezeny i vzorky fosgenitu a anglesitu. Fosgenit byl tou dobou už známý, naproti tomu matlockit zůstal nepovšimnut ještě dalších přibližně padesát let. Je možné jej s fosgenitem zaměnit. Všiml si ho a pojmenoval ho až Greg v roce 1851. První zmínka o matlockitu ovšem může být už v práci Johna Mawa, britského mineraloga počátku devatenáctého století. Ten ve svém díle The Mineralogy of Derbyshire with a Description of the most Interesting Mines (česky Mineralogie Derbyshire s popisem těch nejzajímavějších dolů) z roku 1802 nejprve předkládá podrobný popis fosgenitu, aby dále zmínil další minerál, kterému říká „sklovité olovo“ (v originále anglicky „glass lead“). Tento popis na matlockit poměrně dobře sedí, neboť přes svůj lehký zjev s průsvitným krémově nažloutlým zabarvením je ve skutečnosti dost těžký, má totiž hustotu přes 7,1.

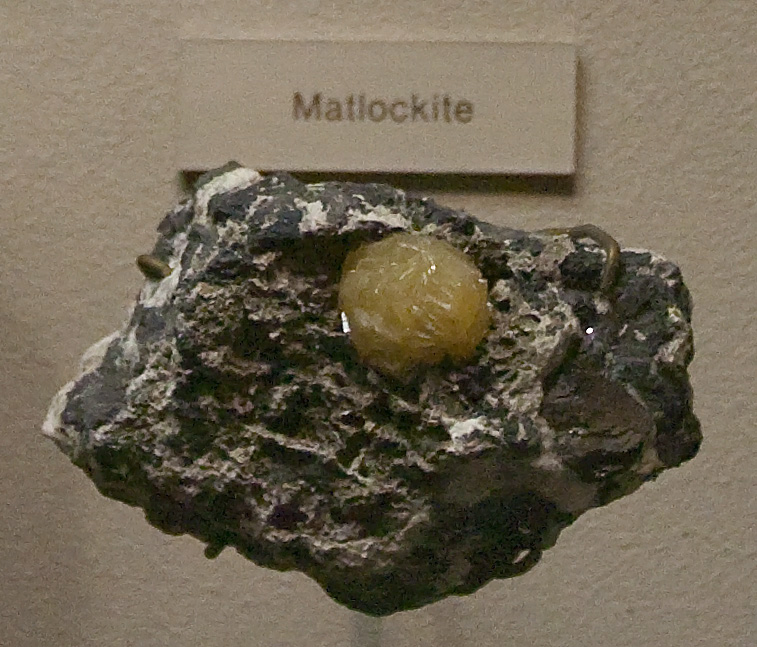
Matlockit vystavený v americkém muzeu (matlockit je ten menší žlutý minerál zasazený do okolního kamene)

Velmi velký vzorek, který měří 10 centimetrů a pochází z Derbyshiru, je v sbírkách Amerického přírodovědného muzea v New Yorku. Další velký vzorek, o velikosti 7 centimetů, je ve sbírkách Derbského muzea a umělecké galerie v anglickém Derby.
Kromě Derbského hrabství, kde byl objeven poprvé, byl matlockit nalezen i na řadě dalších lokalit. Mezi ně patří Tiger v Arizoně, Lavrio v Řecku, důl blízko Essenu v Německu a blízko Campiglie v Toskánsku. Další nálezy také pochází z Jižní Afriky, z Peru, Chile, Austrálie, Rakouska, Francie a Itálie. 

## Matlockitová skupina
Matlockitová skupina sestává z řady minerálů, které mají podobnou krystalovou strukturu. Do této skupiny patří halovce s bismutem, olovem a vápníkem, například: bismoklit (s vzorcem (BiO)Cl), daubréeit (s vzorcem (BiO)(OH,Cl), laurionit (s vzorcem PbCl(OH)), paralaurionit (s vzorcem PbCl(OH)), rorisit (s vzorcem CaFCl), zavaritskit (s vzorcem (BiO)F) a samotný matlockit.